# Māris Verpakovskis
Māris Verpakovskis (Liepāja, 15 de outubro de 1979) é um ex-futebolista letão.
Durante os tempos de URSS, seu nome era russificado para Mari Ilmarovich Verpalovskiy (Мари Илмарович Верпаковский, em russo). Atualmente é presidente do FK Liepāja.

## Carreira
Verpakovskis nasceu em Liepāja, e começou a carreira nas categorias de base com o time local Baltika, antes de começar sua carreira profissional pelo Libertas e, em seguida, pelo Liepājas Metalurgs. No final de 2000, com 21 anos, ele assinou por empréstimo com o principal clube de Riga, o Skonto.
As performances do craque letão chamaram a atenção de todos os lados da Europa e consequentemente Verpakovskis assinou um contrato de 5 anos com o Dínamo de Kiev em dezembro de 2003.
Em janeiro de 2007, os espanhóis do Getafe acertaram com Verpakovskis por um período de empréstimo de 6 meses até o final da temporada, com uma possível transferência definitiva em julho de 2007, altamente desejada pelos torcedores de seu mais novo clube, mas que não se concretizou.
Também teve uma passagem por empréstimo no Hajduk Split, da Croácia, também sem grande sucesso, e retornou ao futebol espanhol, desta vez para defender as cores do Celta. No clube galego, formou dupla de ataque ao lado de Dinei, ex-Vitória.
Fora dos planos do Dínamo de Kiev, o atacante foi emprestado para o Ergotelis, onde atuou entre 2009 e 2011 e voltou na temporada 2013-14. Neste período, jogou pelo Baku FK do Azerbaijão, onde foi campeão da Copa nacional em 2012.
Voltou a seu país em 2014, para defender o FK Liepāja, conquistando o título do Campeonato Letão em 2015, como jogador e presidente da equipe, onde marcou 1 gol em 9 partidas. Encerrou a carreira de jogador logo após a citada competição, exercendo apenas a presidência.

## Seleção Letã
Verpakovskis é considerado como o futebolista mais popular da história de seu país, tendo ultrapassado o conterrâneo Marians Pahars. Ele conseguiu reconhecimento internacional como maior goleador da Letônia na bem-sucedida campanha de qualificação para a Euro 2004, marcando 6 gols em 10 jogos.
Seu ultimo gol pela seleção foi em 12 de outubro de 2012, contra a Eslováquia, pelas Eliminatórias da Copa de 2014. Encerrou sua passagem pela Seleção Letã após a participação da equipe na Copa do Báltico de 2014, sendo o maior artilheiro da historia (29 gols) e sexto a mais ter jogado (104 partidas). Pahars disse ainda que Verpakovskis era uma "lenda da seleção".

## Títulos
Com o Skonto FC
- Campeonato Letão: 2001 e 2002
- Copa da Letônia: 2001 e 2002

Com o Dínamo de Kiev
- Campeonato Ucraniano: 2004
- Copa da Ucrânia: 2005 e 2006